# Wirbelschichtfeuerung
Die Wirbelschichtfeuerung ist eine Feuerung, mit der zerkleinerter Brennstoff in einer Wirbelschicht aus heißem Bettmaterial (z. B. Quarzsand) verbrannt werden kann.

## Verfahren
Der Brennstoff und das Bettmaterial werden zusammen, durch die Zugabe eines Fluidisierungsmediums, z. B. Luft, in der Schwebe gehalten und damit fluidisiert. Die zerkleinerten Brennstoffpartikel haben eine große Oberfläche, so dass ein guter Ausbrand erfolgen kann. Die starke turbulente Strömung hat einen sehr guten Impuls- und Wärmeaustausch zur Folge, so dass eine gleichmäßige Temperatur in der Wirbelschicht herrscht. Die Verbrennungstemperatur kann durch den eingebrachten Brennstoffmassenstrom geregelt werden. Die Temperatur wird so eingestellt, dass die Bildung schädlicher Gase (CO, NOx) möglichst gering ist. Bei der Wirbelschichtfeuerung können sehr geringe Stickoxidemissionen eingehalten werden, da eine relativ niedrige Verbrennungstemperatur ohne Temperaturspitzen gefahren werden kann. Niedrige Verbrennungstemperaturen haben den Vorteil, dass das relativ stark gebundene Stickstoffmolekül der Verbrennungsluft nicht dissoziiert, wodurch die Bildung von thermischem NOx verhindert wird.

## Bettmaterial
Das Bettmaterial ist ein Stoff, der chemisch träge (inert) ist und nicht an der Verbrennung teilnimmt. Dieses Inertmaterial ist ein verfahrenstechnisches Mittel, um den unterschiedlichen Bedarf an Verbrennungsluft (Sauerstoff) und an Fluidisierungsgas in Einklang zu bringen.
Das Bettmaterial bildet meist die Bettasche zusammen mit beispielsweise Kiesen (Sand) und ein bis drei Gewichtsprozent Brennstoff. Bei Verwendung von Sand als Inertmaterial ist die abrasive Wirkung zu beachten, die zu positiven (Reinigung des Feuerraums) sowie negativen Effekten (größere Aschmengen, Zermahlen der Schlacke, höherer Anteil an Flugasche und damit verbunden höhere Entsorgungskosten) führt.

## Verfahrensvarianten
Es wird unterschieden zwischen der stationären und der zirkulierenden (atmosphärischen) Wirbelschicht:
- bei der stationären Wirbelschicht verbleibt das Wirbelbett im Brennraum. Die Asche und der Bettabrieb können durch Entnahme aus dem Brennraum oder durch nachgeschaltete Abscheider erfasst werden. Je nach Anströmgeschwindigkeit unterscheidet man zwischen Bubbling Regime, Slugging Bed, Turbulent Regime und Fast Fluidization.

- bei einer zirkulierenden Wirbelschicht wird das Wirbelbett aus der Brennkammer ausgetragen und über Abscheider (Trennung von Rauchgas und Bettmaterial) und Siphon wieder zurückgeführt (Kreislauf: zirkulierendes Bettmaterial). Zirkulierende Wirbelschichtfeuerungen (WSF) sind konstruktiv und verfahrenstechnisch aufwändiger als stationäre, erlauben aber eine höhere Leistungsdichte.

In einigen Pilotanlagen wird die WSF als druckaufgeladene Brennkammer in einem Gasturbinenprozess verwendet. Die druckaufgeladene Wirbelschichtfeuerung ist eine Sonderform der WSF-Technologie, die sich aufgrund der Problematik der Heißgasreinigung
bisher industriell nicht durchsetzen konnte.

## Brennstoff
Viele Festbrennstoffe erfordern eine Aufbereitung vor der Verbrennung. Typische Aufbereitungsschritte sind die Zerkleinerung des Brennstoffes, das Aussortieren größerer nicht brennbarer Fremdstoffe sowie das Trocknen und Kompaktieren. Hierzu kommen verschiedene Apparate und Anlagen zum Einsatz (beispielsweise Schredderanlage mit Windsichter).
Bei der Wirbelschichtfeuerung kann eine sehr große Bandbreite an Brennstoffen genutzt werden. Der Einsatz von festen, flüssigen, schlammartigen, pastösen oder gasförmigen Brennstoffen zeichnet die Wirbelschichtfeuerung als Vielstoff- und Mehrstofffeuerung (gleichzeitige Verbrennung verschiedener Stoffe) aus. Im Gegensatz zu einer Rostfeuerung können diese  Brennstoffe einfach in die Wirbelschicht (Pseudoflüssigkeit) eingemischt werden.
Ein großer Vorteil der Wirbelschichtfeuerung ist die thermische Verwertung oder Beseitigung von Problemstoffen z. B. Klärschlamm (sehr feucht), Petrolkoks (viel Schwefel), Hühnermist (geringe Dichte), Deponiegas (heizwertarm) und vielem mehr.

## Vor- & Nachteile
Die Vorteile einer Verbrennung in der Wirbelschicht lassen sich wie folgt zusammenfassen:
- Hohe Wärmeübertragungsraten an den Heizflächen
- Niedrige Verbrennungstemperatur und damit keine thermische NOx-Bildung
- Temperaturen von ca. 850 °C erlauben eine direkte Entschwefelung der Rauchgase, das heißt, eine Reduzierung der SO2-Emissionen durch Kalksteinzugabe
- Möglichkeit der Verbrennung von aschereicher und schlecht zündender Kohle oder ähnlicher Brennstoffe und Reststoffe

Nachteilig sind
- der relativ hohe Verschleiß der Heizflächen durch die erosive Wirkung des Bettmaterials
- der hohe Eigenbedarf insbesondere bei zirkulierenden Wirbelschichtfeuerungen
- schlechtes Teillastverhalten

Aufgrund ihrer besonderen Merkmale eignet sich die Wirbelschichtverbrennung insbesondere zur Verbrennung von minderwertigen Brennstoffen in kleineren und mittleren Leistungsgrößen, so zur Verbrennung von Klärschlämmen (stationäre Verfahren) oder zur technischen Nutzung von niederkalorischen Kohlen (vorwiegend zirkulierendes Verfahren).

## Integrierte Rauchgasreinigung und Schadstoffvermeidung
Bei der Wirbelschichtfeuerung in Kohlekraftwerken wird Kalk zugesetzt, um den in der Kohle enthaltenen Schwefel zu binden. Dabei entsteht Gips. Das Optimum dieser Reaktion liegt bei ca. 850 °C. Dies ist daher die übliche Betriebstemperatur der zirkulierenden Wirbelschichtfeuerung. Der entstehende Gips liegt im Gemisch mit der Brennstoffasche vor und kann nur gemeinsam abgezogen werden. Eine Trennung von Gips, Asche und auch nicht ausgenutztem Kalk ist nicht möglich. Der anfallende trockene Feststoff kann aber sehr einfach deponiert werden, z. B. in den ursprünglichen Kohlegruben. Viele Wirbelschichtkraftwerksbetreiber können den anfallenden Feststoff auch an die Bauindustrie verkaufen.
Der Ausstoß von Stickoxiden kann alleine durch die Feuerungsführung üblicherweise unter den typischen Grenzwerten gehalten werden. Durch die geringe und kontrollierte Verbrennungstemperatur wird die Bildung von sogenanntem thermischen NOx verhindert, die Oxidation des im Brennstoff enthaltenen Stickstoff zu NOx wird durch die mehrstufige Luftzufuhr kontrolliert und minimiert.
Durch die beiden oben genannten Maßnahmen können Kraftwerke mit Wirbelschichtfeuerung typischerweise ohne aufwendige nachgeschaltete Rauchgasreinigung gebaut werden, wodurch im Vergleich zu der Methode konventioneller Kraftwerksfeuerungen mit nachgeschalteter Rauchgasreinigung bei gleicher Leistung eine kompaktere Gesamtanlage möglich ist.